# Département de Belén
Pour les articles homonymes, voir Belén.
Le département de Belén est une des 16 subdivisions de la province de Catamarca, en Argentine. Son chef-lieu est la ville de Belén.
Le département a une superficie de 12 945 km2. Sa population s'élevait à 25 475 habitants, selon le recensement de 2001.

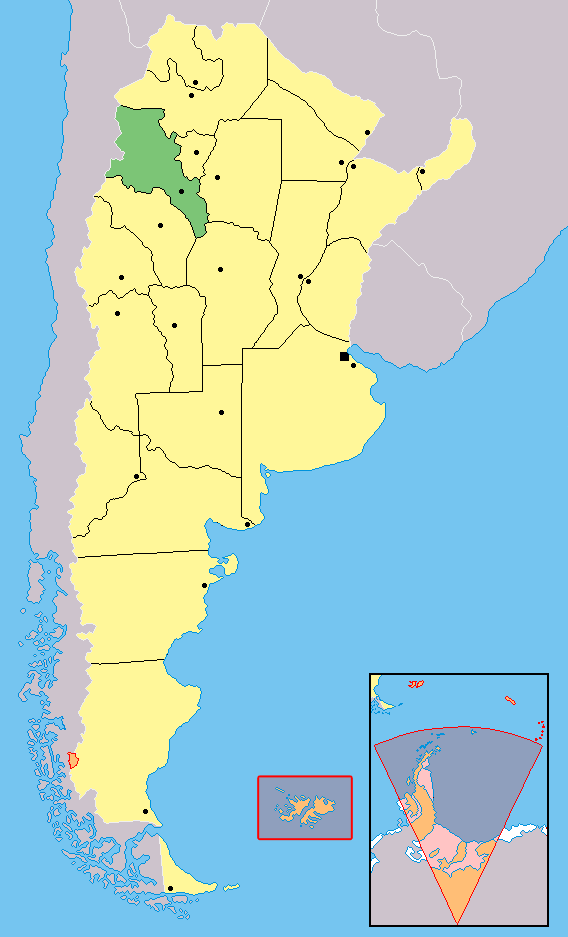
Localisation de la province de Catamarca en Argentine.

Au nord, sur son territoire, se trouve la plus grande partie de la zone d'investissement de la Réserve de biosphère Laguna Blanca.
Le sud du département, dont la ville de Belén le chef-lieu, fait partie de la cuvette du salar de Pipanaco. Une grande partie du département est constituée par le bassin du Río Belén, l'affluent le plus important du salar.